# أنتوني ريان
أنتوني ريان (بالإنجليزية: Anthony Ryan)‏ هو كاتب بريطاني، ولد في 1970 في اسكتلندا في المملكة المتحدة.

## وصلات خارجية
- الموقع الرسمي